# NGC 5315
NGC 5315 هي مجرة تتبع كوكبة البيكار. اكتشفها رالف كوبلاند في 4 مايو 1883.

## روابط خارجية
- NGC 5315 على موقع ويكي سكاي: DSS2, SDSS, GALEX, IRAS, Hydrogen α, X-Ray, Astrophoto, Sky Map, Articles and images